# Orcaella
Orcaella es un género de cetáceos odontocetos de la familia Delphinidae que cuenta con dos especies. Hasta el año 2005, se pensaba que este género solo poseía una especie, el delfín beluga de Heinsohn, pero análisis de ADN comprobaron la existencia de una segunda especie, el delfín beluga del río Irrawaddy. 

## Especies
- Orcaella heinsohni - delfín beluga de Heinsohn.
- Orcaella brevirostris - delfín beluga del río Irrawaddy.